# Павлоградське повстання (1930)
Павлоградське повстання — повстання селян, що почалося 4 квітня 1930 року. Центрами повстання стали села Богданівка і Тернівка поблизу міста Павлограда.
Повстання групи з 30 селян під керівництвом Архипа Воронкіна, Івана Аксьонова та Івана Шелепова почалося 4 квітня 1930 року з хутору Осадчий, а наступного дня до них приєдналися інші мешканці Осадчого. Озброєні старими гвинтівками, що залишилися з часів Першої світової війни, обрізами, мисливськими рушницями, кілками та вилами, повстанці почали розправу з радянським і партійним активом, уповноваженими з райвиконкому. Просуваючись до Богданівки через довколишні села і хутора Водяне, Путятино, Кохівку, Мар'ївку та Нову Дачу, повстанці швидко поповнювали свої ряди.
Прибувши до Богданівки, повстанці вдарили по церковних дзвонах, закликаючи місцеве населення йти на Павлоград, де за домовленістю одного з лідерів повстання їх мали підтримати співробітники районного відділу міліції. Озброєні селяни взяли під контроль міст між селами Богданівка і Тернівка та обірвали телефонну лінію, щоб унеможливити контакт місцевих радянських керівників із районною та обласною владою.
Інший загін повстанців, розправившись із комуністичними активістами в Богдано-Вербки, направився до Тернівки, де розширив свої ряди. Ще одна група виступила з хутора Сонцево 5 квітня, але розправа, яка почалася з повстанцями у Богданівці, не дала їм можливості з'єднатися з основним загоном.
Інформація про повстання надійшла до керівництва округу вранці 5 квітня. Одразу ж на боротьбу з повстанцями був кинутий каральний загін із 35 чекістів-терористів та двох сотень міліціонерів, який діяв під контролем начальника особливого відділу Дніпропетровського окрвідділу ДПУ Галицького Зиновія Мойсейовича, який постійно повідомляв про хід придушення повстання безпосередньо генсеку ЦК КПУ Косіору.
Увечері 5 квітня до Богданівки прибув загін окупаційної комуністичної міліції, з яким повстанці вступили у нерівний бій. Боротьба комуністичних терористів з озброєними селянами тривала впродовж 5—6 квітня і завершилася поразкою селянського повстання. Причини поразки були очевидними: неорганізованість селянського повстанського руху, стара зброя, незнання тактики і стратегії бойових дій.
Після придушення повстання за участь у ньому до відповідальності було притягнено 210 осіб. Пред'явлене їм обвинувачення було таким: «Створення контрреволюційної організації, яка ставила за мету повалення радянської влади, розробка і впровадження планів фізичного знищення комуністів і активістів сіл і хуторів, розгром СОЗів, комун та інших колективних господарств, здійснення збройного виступу», а голова ДПУ УСРР Балицький Всеволод Аполлонович доповів Косіору про «розгром банди, яку очолювали колишні білі офіцери й куркулі, що намагалися підняти загальне повстання під гаслом боротьби за незалежність України».
27 повстанців було страчено.